# Brave New World (албум групе Iron Maiden)
Brave New World је дванаести студијски албум енглеског хеви метал састава Ајрон мејден, издат 2000. године.
Албум је означио повратак старог вокалисте Бруса Дикинсона и старог гитаристе Адријана Смита.
Brave New World је прогресивнији од ранијих радова, што је привукло многе љубитеље прогресивног метала.

## Списак песама
1. „The Wicker Man“ (Адријан Смит, Стив Харис, Брус Дикинсон) – 4:35
2. „Ghost of the Navigator“ (Јаник Герс, Дикинсон, Харис) – 6:50
3. „Brave New World“ (Дејв Мари, Харис, Дикинсон) – 6:18
4. „Blood Brothers“ (Харис) – 7:14
5. „The Mercenary“ (Герс, Харис) – 4:42
6. „Dream of Mirrors“ (Герс, Харис) – 9:21
7. „The Fallen Angel“ (Смит, Харис) – 4:00
8. „The Nomad“ (Мари, Харис) – 9:05
9. „Out of the Silent Planet“ (Герс, Дикинсон, Харис) – 6:25
10. „The Thin Line Between Love and Hate“ (Мари, Харис) – 8:27